# شانشی کاجی-۵۰۰
شانشی کاجی-۵۰۰ (چینی: 空警-۵۰۰؛ پین‌یین: Kōngjǐng Wǔbǎi؛ به‌معنای تحت‌اللفظی: «هشدار هوایی ۵۰۰») یک هواگرد آواکس نسل سوم است که توسط نیروی هوایی ارتش آزادی‌بخش خلق چین (PLAAF) استفاده می‌شود. این هواگرد توسط شرکت هواگرد شانشی ساخته شده است و بر پایهٔ بدنهٔ وای-۹ توسعه یافته است.

## توسعه
از آغاز قرن ۲۱، برد شناسایی و دقت رادارهای هوابرد پیوسته افزایش یافته‌اند و جنگنده‌هایی که به انواع مختلف موشک هوا به هوا و موشک کروز ارتفاع پایین مجهز هستند، همچنان در حال بهبود عملکرد خود هستند. این وضعیت باعث ایجاد نیاز به یک سامانهٔ هشدار زودهنگام و کنترل هوابرد (AEW&C) توانمندتر شد. برای پاسخ به این نیاز، چین در اواخر دههٔ ۲۰۰۰ توسعهٔ هواگرد کاجی-۵۰۰ را آغاز کرد. برای کاجی-۵۰۰ سه ویژگی اصلی در نظر گرفته شده بود: توانایی شناسایی مناسب، قدرت تشخیص بالا و واکنش سریع. همچنین قرار بود این هواگرد به‌عنوان نیروی مرکزی سامانهٔ نبرد اطلاعاتی ایفای نقش کند. فناوری به‌کاررفته در آن دارای چهار ویژگی اصلی است: شبکه‌محور بودن، چندکاربردی بودن، یکپارچگی بالا، و سبک‌وزنی.
این هواگرد دارای یک گنبد ثابت در پشت بدنه است که سه رادار آرایه اسکن الکترونیکی فعال را در خود جای داده است و پوشش ۳۶۰ درجه فراهم می‌کند. گفته می‌شود این سامانه از طراحی آرایهٔ دوبُعدی موسوم به «پرتو تعادلی» که در مدل پیشین کاجی-۲۰۰ استفاده می‌شد، کارآمدتر است. تولید انواع قدیمی‌تر آواکس‌ها در سال ۲۰۱۸ متوقف شد، چرا که کاجی-۵۰۰ به توان عملیاتی کامل رسیده بود.

## تاریخچه عملیاتی
در مارس ۲۰۲۲، ژنرال کن ویلسباخ، فرمانده نیروی هوایی اقیانوس آرام ایالات متحده، هواگرد کاجی-۵۰۰ را به‌عنوان پشتیبان موشک‌های هوا به هوای دوربرد چین معرفی کرد.

## گونه‌ها
کاجی-۵۰۰گونهٔ پایه
کاجی-۵۰۰اچگونه‌ای برای نیروی دریایی ارتش آزادی‌بخش خلق
کاجی-۵۰۰ایگونهٔ بهبودیافته با لولهٔ سوخت‌گیری هوایی؛ نخستین نمایش در نمایش هوایی جوهای ۲۰۲۲

## کاربران
جمهوری خلق چین
- نیروی هوایی ارتش آزادی‌بخش خلق – ۴۰ فروند کاجی-۵۰۰
- نیروی هوایی دریایی ارتش آزادی‌بخش خلق – بیش از ۲۰ فروند کاجی-۵۰۰اچ[۸]

 پاکستان
- در تاریخ ۶ ژوئن ۲۰۲۵، دولت پاکستان رسماً برنامهٔ این کشور برای خرید کاجی-۵۰۰ را اعلام کرد.[۹][۱۰][۱۱]

## مشخصات
برخی از مشخصه‌های عملکردی محدود هواگرد کاجی-۵۰۰ به‌شرح زیر منتشر شده‌اند:
- بیشینه سرعت (کیلومتر بر ساعت): ۵۵۰
- بیشینه برد (کیلومتر): ۵۷۰۰
- بیشینه مداومت پروازی (ساعت): ۱۲
- بیشینه وزن برخاست (تن): ۷۷
- برد شناسایی اهداف هم‌اندازه جنگنده (کیلومتر): ۴۷۰[۱۳]